# 인간의 증명
인간의 증명(人間の証明, Proof Of The Man)은 미국에서 제작된 사토 준야 감독의 1977년 범죄, 드라마 영화이다. 조지 케네디 등이 주연으로 출연하였고 사이몬 서 등이 제작에 참여하였다.

## 출연

### 주연
- 조지 케네디
- 오카다 마리코
- 마츠다 유사쿠
- 브로데릭 크로포드
- 로버트 알존스
- 반 준자부로
- 치이 타케오

### 조연
- E.H. 에릭
- 후카사쿠 킨지
- 하나 하지메
- 한 분샤쿠
- 이와키 코이치
- 릭 제이슨
- 로버트 얼 존스
- 키타바야시 타니에
- 테레사 메릿
- 미후네 도시로
- 미네기시 도오루
- 모리무라 세이이치
- 무로타 히데오
- 나가토 히로유키
- 나츠야기 이사오
- 니시카와 미네코
- 아타키 히데지
- 사카구치 료코
- 윌리엄 샌더슨
- 사토 가지로
- 소마 고조
- 스즈키 히로미츠
- 스즈키 미즈호
- 타케시타 케이코
- 츠루타 코지
- 야마나카 조

## 제작진
- 원작자: 모리무라 세이이치